# Mâlain
Mâlain ist eine französische Gemeinde im Département Côte-d’Or mit 782 Einwohnern (Stand: 1. Januar 2022) in der Region Bourgogne-Franche-Comté. Mâlain („Mediolanum“) wurde 70 vor Christus gegründet, die Gemeinde erstreckt sich über 200 Hektar. Der ursprüngliche Name der Gemeinde ist gallischen Ursprungs und kann mit „Mitte der Ebene“ oder „Zentralebene“ übersetzt werden. Über dem Dorf wurde im 11. Jahrhundert eine Festung errichtet.

## Geographie
Mâlain liegt 15 Kilometer westlich von Dijon in einem Seitental der Ouche im Weinbaugebiet Bourgogne an der Bahnstrecke Paris–Marseille.